# NEKSZT Kft.
A NEKSZT Kft. (teljes neve: Nemzeti Elektronikus Közbeszerzési Szolgáltató és Tanácsadó Korlátolt Felelősségű Társaság) az elektronikus közbeszerzési rendszer (EKR) üzemeltetését és fenntartását végző, állami tulajdonban álló gazdasági társaság. Tevékenységét az EKR működésének megkezdésétől, 2018. január 1-től végzi teljes körűen.

## Feladatai
A NEKSZT Kft. főbb feladatai:
- az EKR portál üzemeltetése, fejlesztésének koordinálása, technikai helpdesk szolgáltatás nyújtása
- az EKR üzemszünetével vagy üzemzavarával kapcsolatos tájékoztatás
- az EKR használatával kapcsolatos oktatás
- közbeszerzési eljárások lebonyolítása (lásd: közbeszerzési szaktanácsadó)

A közbeszerzési és koncessziós beszerzési eljárásokat általában az EKR igénybevételével, tehát elektronikus úton kell lebonyolítani. A NEKSZT Kft.-nek a közbeszerzési gyakorlat szempontjából kiemelt feladata, hogy ő állapítja meg az EKR üzemzavarát és ad erről tájékoztatást. A tájékoztatás jelentőségét az adja, hogy az EKR üzemzavarára hivatkozva akkor lehet a közbeszerzési eljárásokat papír alapú eszközökkel és módon lefolytatni, ha az EKR üzemzavaráról szóló tájékoztatás már megjelent.

## Kapcsolódó jog
- 27/2017. (XI. 6.) MvM rendelet az elektronikus közbeszerzési rendszer üzemeltetését és fenntartását végző gazdasági társaság kijelöléséről, 1. §. Wolters Kluwer, net.jogtar.hu. [2019. április 1-i dátummal az eredetiből archiválva]. (Hozzáférés: 2019. március 6.)
- 40/2017. (XII. 27.) MvM rendelet az elektronikus közbeszerzési rendszer fenntartásával és működtetésével kapcsolatos szabályokról, 2-3. §. Wolters Kluwer, net.jogtar.hu. (Hozzáférés: 2019. március 6.)

## Kapcsolódó irodalom
- A közbeszerzésekről szóló 2015. évi CXLIII. törvény kommentárja. Budapest: Magyar Közlöny Lap- és Könyvkiadó Kft., 138. o. (2019). ISBN ISBN 978-615-5710-65-0

## Külső kapcsolatok
- Elektronikus közbeszerzési rendszer. Miniszterelnökség, NEKSZT Kft. (Hozzáférés: 2019. március 6.)
- A NEKSZT Kft. honlapja. NEKSZT Kft. [2019. március 6-i dátummal az eredetiből archiválva]. (Hozzáférés: 2019. március 6.)